# حملة القمع 709
حملة القمع 709 كانت حملة قمع على مستوى البلاد ضد المحامين الصينيين ونشطاء حقوق الإنسان تم التحريض عليها خلال صيف عام 2015. وهي معروفة باسم «حملة 709» حيث بدأت في 9 يوليو 2015. علق وانغ ياكيو من منظمة هيومن رايتس ووتش بأن «حملة 709 قد وجهت ضربة مروعة لحركة الدفاع عن الحقوق الصينية، التي نفذت بشكل كبير في سجن المحامين الحقوقيين أو شطبهم أو وضعهم تحت المراقبة».

## الأهداف
تم اعتقال أكثر من 200 شخص في إطار حملة 2015. بعض الأشخاص البارزين المتأثرين بالقمع هم:
- لي هيبينغ: محامي حقوق الإنسان السابق المفقود منذ الإبلاغ عن اختطافه في عام 2015.
- وانغ كوان تشانج: قُبض عليه في أغسطس 2015، وقُدم للمحاكمة من ديسمبر 2018 إلى يناير 2019، وحُكم عليه بالسجن 4.5 سنوات بتهمة تقويض سلطة الدولة، وأفرج عنه من السجن في 4 أبريل 2020. نقلته السلطات إلى مقر إقامته السابقة في جينان بسبب فترة عزل كوفيد 19 لمدة أسبوعين، تعتقد زوجته أن الحكومة استخدمت الوباء كذريعة لإبقائه رهن الإقامة الجبرية.
- وانغ يو: المحامي المتهم بالتحريض على تقويض سلطة الدولة، لكن أفرج عنه بكفالة في عام 2016.
- وو غان: الناشط الحقوقي المعروف باسم «سوبر فولجار بوتشر»، والذي حكم عليه بالسجن ثماني سنوات في ديسمبر 2017.
- شيانغ لي: ناشط ممنوع من مغادرة الصين أثناء الحملة، لكنه هُرب من الصين إلى تايلاند في يناير 2018.

في 17 يونيو 2020 وفقًا لتقرير صادر عن دويتشه فيله، حُكم على يو ون شنغ الذي دافع عن وانغ كوان تشانج ودعا علنًا إلى عزل شي وكذلك لإجراء إصلاحات في النظامين القانوني والسياسي، بالسجن أربع سنوات وحُرم من الحقوق السياسية لمدة ثلاث سنوات.